# John Kraaijkamp, Sr.
John Kraaijkamp, Sr. (né Jan Hendrik Kraaijkamp le 19 avril 1925 à Amsterdam et mort le 17 juin 2011 à Laren) est un acteur néerlandais.

## Filmographie
- 1975 : Pont brûlé de Guido Henderickx : Stan
- 1986 : L'Assaut de Fons Rademakers : Cor Takes[2]
- 1986 : L'Aiguilleur de Jos Stelling : le machiniste[3]
- 1987 : Iris de Mady Saks : Versteeg
- 1999 : Little Crumb de Maria Peters : le gardien du chenil[4]